# Kostel svatého Bartoloměje (Spořice)
Kostel svatého Bartoloměje je římskokatolický kostel zasvěcený svatému Bartoloměji ve Spořicích v okrese Chomutov. Od roku 1963 je chráněn jako kulturní památka. Kostel stojí v jižní části obce na ostrůvku vytvořeném vodním příkopem. Obklopoval ho hřbitov zrušený roku 1833 a chránila zbořená zeď s věžovitou branou.
Na břehu příkopu okolo kostela byla v roce 2018 nalezena hojná populace ohroženého slanomilného jetele jahodnatého.

## Historie

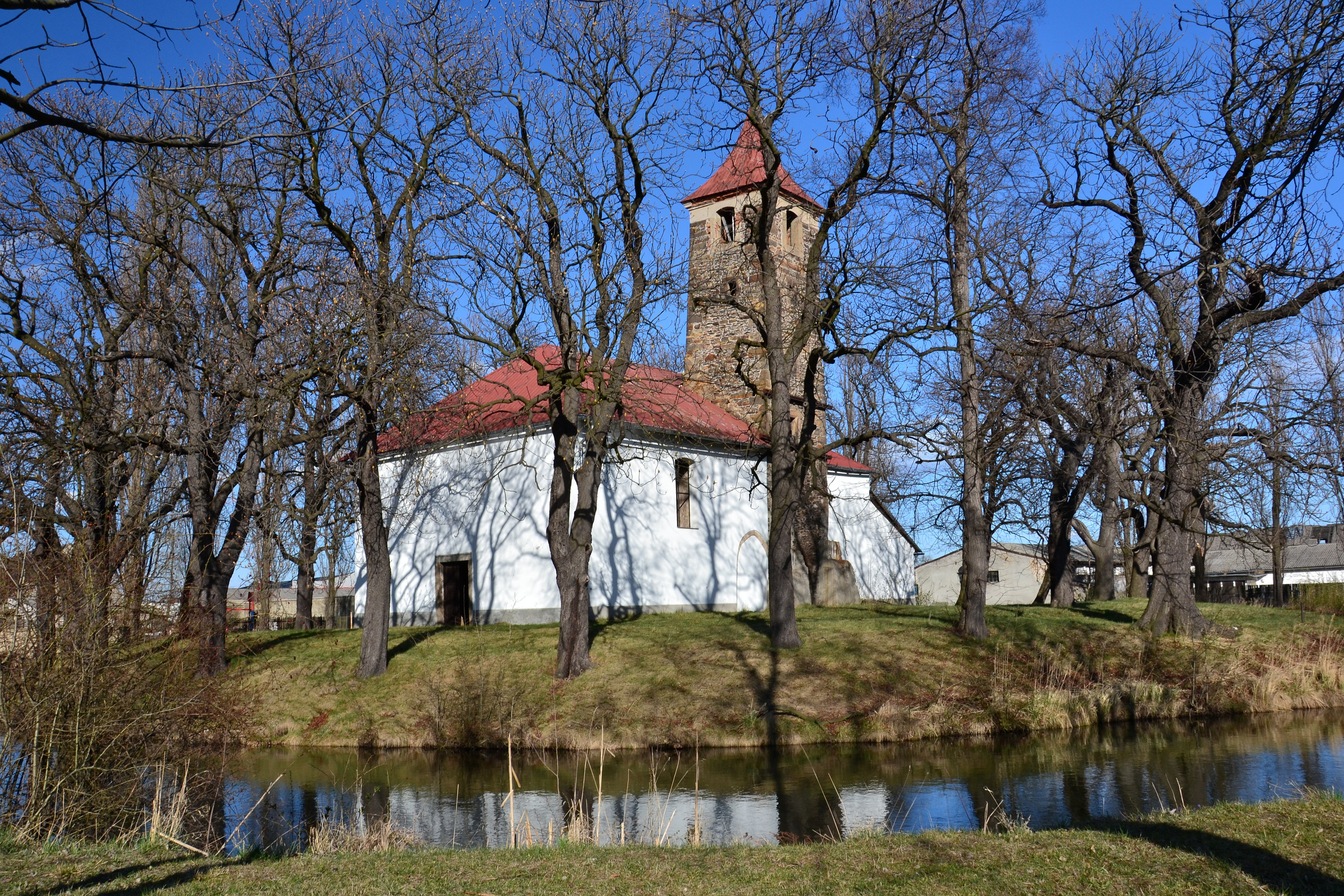
Závěr spořického kostela

Přestože je kostel pravděpodobně mnohem starší, pochází první písemná zmínka až z roku 1483. Už tehdy byl filiální k chomutovskému děkanství. Po polovině 15. století byl opevněn. Od poloviny 17. století do roku 1620 ho využívali protestanti a jejich pastor měl na kostelním ostrově faru. Jak dokládají dochované kostelní účty, byl kostel v 16. až 19. století několikrát přestavován a opravován. V 80. letech 20. století byl kostel natolik zdevastovaný, že se uvažovalo o jeho zboření, ke kterému nakonec nedošlo, ale i tak byl z jižního vstupu vytržen pískovcový portál s lilií ve vrcholu a převezen do oblastního archívu v Kadani. V roce 1989 se zřítil krov, ale o dva roky později byl na náklady obce postaven nový. Od roku 2010 je kostel v majetku obce Spořice, která ho postupně opravuje. V roce 2013 byl obnoven krov a střecha z pálených tašek a opravena prasklina ve věži. Oprava kostela a restaurování maleb v interiéru byly dokončeny v prosinci 2014.
Duchovní správci kostela jsou uvedeni na stránce: Římskokatolická farnost – děkanství Chomutov.

## Popis
Kostel je jednolodní s přibližně čtvercovým presbytářem, od kterého je loď oddělena vítězným obloukem. K východní zdi presbytáře je přistavěna sakristie. Kostel míval předsíň, která byla zbořena na konci 20. století. Do západní části lodi bývala vložena dřevěná oratoř. V rohu mezi lodí a presbytářem na jižní straně stojí pozdně gotická štíhlá hranolová věž. Vstup do ní musel být ze statických důvodů zazděn, takže její vyšší patra nejsou přístupná.

## Vybavení
Vybavení kostela bylo zničeno ve druhé polovině 20. století, kdy byl volně přístupný. Zachovala se pouze renesanční křtitelnice uložená ve vysočanském kostele svatého Václava.